# Nastus
Nastus es un género de plantas herbáceas de la familia de las poáceas. Es originario de Malasia y Nueva Guinea.

## Especies seleccionadas
- Nastus obtusus Holttum
- Nastus borbonicus